# 阿什克里克 (明尼蘇達州)
阿什克里克（英語：Ash Creek）是位於美國明尼蘇達州羅克縣克林頓鎮區的一個非建制地區。

## 歷史
阿什克里克的郵局於1871年設立，其後於1939年停運。

## 地理
阿什克里克所處的海拔為高於海平面425米（即1394英呎），而該地所採用的時區為UTC-6，即北美中部時區（CST）。同時該地設有夏令時間，為UTC-6調快一小時，即UTC-5（CDT）。